# 唐津市立呼子小学校
唐津市立呼子小学校（からつしりつ よぶこしょうがっこう）は、佐賀県唐津市呼子町呼子にある公立小学校。

## 概要
歴史
1875年（明治8年）に「呼子小学校」として創立。数回の改組・改称を経て2005年（平成17年）に現校名となった。2020年（令和2年）に創立145周年を迎えた。
校章
波の絵を背景にして、中央に校名「呼小」（縦書き）を配したデザインとなっている。
校歌
作詞・作曲ともに第20代校長の伊藤栄一による。歌詞は2番まであり、2番に校名の「呼子」が登場する。
通学区域
住所表記で唐津市呼子町の後に「呼子、殿ノ浦、小友、大友、加部島」が続く地域。
中学校区は唐津市立海青中学校（海青の読みは「かいせい」）。

## 沿革
- 1872年（明治5年）8月3日 - 学制が発せられる。
- 1875年（明治8年）6月4日 - 旧・唐津藩知事休息所（現・唐津市役所呼子市民センター（呼子支所））の位置に「呼子小学校」として創立。
  - その後、中町の民家にも教室を設置。殿ノ浦にも分教場を設置。
- 1880年（明治13年）- 第2次教育令の施行により、初等・中等科を設置の上、「公立中等呼子小学校」に改称。
- 1881年（明治14年）8月 - 菖蒲分校を設置[2]。
- 1884年（明治17年）
  - 4月1日 - 小川小学校を統合し、小川分教場とする。初等・中等の2科を設置。
  - 11月 - 菖蒲分校を岩野村字平16番地に移転の上、岩野分校に改称[2]。
- 1885年（明治18年）
  - 4月1日 - 姫島小学校を統合し、姫島分教場とする。初等科のみを設置。
  - 5月1日 - 初等科（3年）・中等科（3年）・高等科（2年）の3科を設置。公立初等積善小学校を統合の上、赤木分校[3]とする。打上小学校を統合の上、赤木分校打上分教場とする。[2]。
- 1886年（明治19年）5月1日 - 小学校令の施行により、「尋常呼子小学校」に改称。呼子高等小学校が併置される。
  - 尋常科（4年）・高等科（4年）を設置。
  - 赤木分校打上分教場を打上分校とする[2]。
  - 岩野分校を尋常黒崎小学校へ移管。
- 1887年（明治20年）3月 - 小川分教場の校舎を新築。
- 1888年（明治21年）
  - 2月 - 尋常黒崎小学校より、岩野分校が移管される（再び呼子小学校の分校となる）[2]。
  - 4月1日 - 小川分教場が分離の上、簡易科（3年）を設置し、簡易小川小学校として独立。
- 1889年（明治22年）4月1日 - 町村制の施行により、呼子村立の小学校となる。
- 1890年（明治23年）6月 - 姫島分教場が分離の上、簡易科（3年）を設置し、簡易姫島小学校として独立。
- 1892年（明治25年）4月 - 赤木分校[3]、打上分校、岩野分校が分離の上、それぞれ赤木尋常小学校、打上尋常小学校、岩野尋常小学校として独立[2]。
- 1894年（明治27年）
  - 2月1日 - 高等科を分離し、「呼子尋常小学校」に改称。
  - 10月1日 - 高等科を再び併置し、「呼子尋常高等小学校」に再改称。
- 1902年（明治35年）3月31日 - 名護屋村による高等科生徒の委託を解消。
- 1908年（明治41年）
  - 3月31日 - 打上村による高等科生徒の委託を解消。
  - 4月1日 - 小学校令の改正により、尋常科（義務教育年限）6年、高等科2年とする。
- 1916年（大正5年）6月27日 - 木造2階建て校舎を新築。
- 1924年（大正13年）4月1日 - 呼子実業補習学校（修業年限2年）を併設。
- 1926年（大正15年）7月1日 - 呼子実業補習学校を青年訓練所に充当。
- 1927年（昭和2年）2月 - 校舎を増築。
- 1928年（昭和3年）
  - 4月1日 - 併設の呼子青年訓練所充当呼子実業補習学校を「呼子公民学校」に改称。
  - 8月1日 - 呼子村が町制施行により呼子町となる。
- 1934年（昭和9年）10月1日 - 呼子公民学校に女子部を設置。
- 1935年（昭和10年）6月1日 - 青年学校令の施行により、併設の呼子公民学校が「呼子実業青年学校」に改称。
- 1936年（昭和11年）11月 - 天満町3000番地（現在地）に移転を完了。
- 1939年（昭和14年）4月1日 - 呼子実業青年学校が呼子高等実業青年学校に改称し、併設を解消。
- 1941年（昭和16年）4月1日 - 国民学校令の施行により、「呼子国民学校」に改称。尋常科を初等科に改める。
- 1947年（昭和22年）4月1日 - 学制改革により、呼子国民学校の初等科は「呼子町立呼子小学校」に改組される。
  - 呼子国民学校高等科および呼子高等実業青年学校が改組され、新制中学校「呼子町立呼子中学校[4]」が発足。当面の間、小学校に併設される。
- 1951年（昭和26年）5月 - 呼子中学校の校舎が完成し、併設を解消。
- 1962年（昭和37年）4月 - 特殊学級を設置。
- 1963年（昭和38年）11月15日 - ミルク給食を開始。
- 1964年（昭和39年）4月 - 運動場を拡張。
- 1971年（昭和46年）6月 - プールが完成。
- 1972年（昭和47年）5月8日 - 完全給食を開始。
- 1973年（昭和48年）3月4日 - 体育館が完成。
- 1974年（昭和49年）11月 - 鉄筋コンクリート造2階建ての新校舎が完成。
- 1975年（昭和50年）2月 - 創立100周年記念式典を挙行。
- 2005年（平成17年）1月1日 - 呼子町が唐津市と合併したことにより、「唐津市立呼子小学校」（現校名）に改称。
- 2011年（平成23年）4月1日 - 唐津市立加部島小学校を統合。

加部島小学校

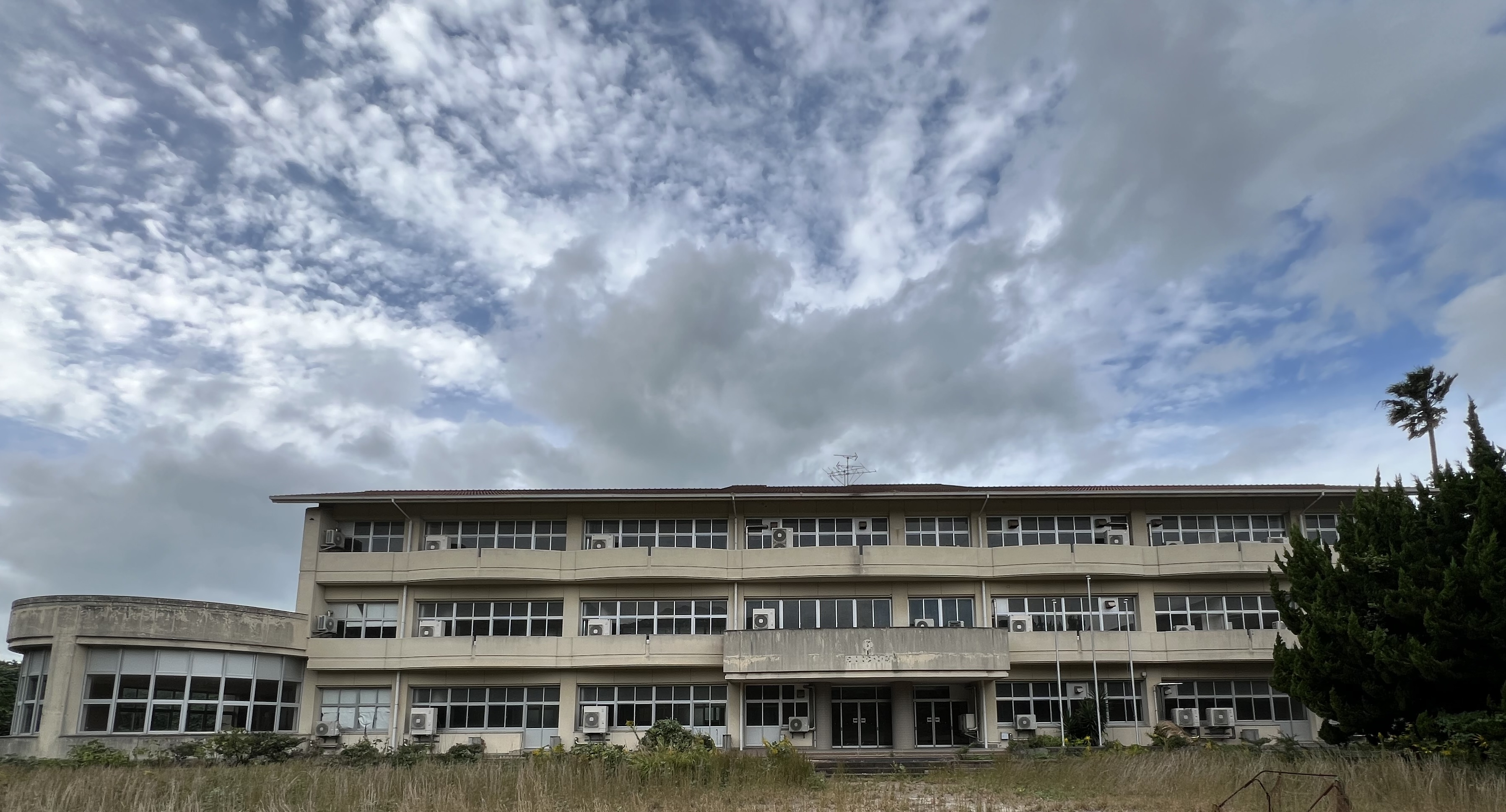
旧・加部島小学校跡

- 1876年（明治9年）2月 - 「下等姫島小学校」が開校。
- 1879年（明治12年）4月 - 下等科を初等科に改める。
- 1885年（明治18年）4月1日 - 統合により、「呼子小学校姫島分教場」となる。
- 1888年（明治21年）6月 - 分離の上、簡易科（3年制）を設置し、「簡易姫島小学校」に改称。
- 1891年（明治24年）4月 - 尋常科（4年制）を設置の上、「姫島尋常小学校」に改称。
- 1896年（明治29年）4月 - 木造校舎を新築。「加部島尋常小学校」に改称。
- 1907年（明治40年）4月 - 小学校令の改正により、尋常科6年制となる。
- 1919年（大正8年）5月1日 - 補習科（2年制）を設置。
- 1924年（大正13年）4月 - 補習科を廃止し、加部島実業補習学校を併設。
- 1925年（大正14年）4月 - 高等科を併置の上、「加部島尋常高等小学校」に改称。
- 1935年（昭和10年）6月1日 - 併設の加部島実業補習学校が加部島農水産青年学校に改称。
- 1939年（昭和14年）3月 - 加部島農水産専念学校が廃止される。
- 1941年（昭和16年）4月1日 - 国民学校令の施行により「加部島国民学校」に改称。尋常科を初等科に改める。
- 1947年（昭和22年）4月1日 - 学制改革により、「呼子町立加部島小学校」に改称。新制中学校「呼子町立加部島中学校」が併設される。
- 1948年（昭和23年）5月 - 中学校校舎が完成。
- 1957年（昭和32年）12月11日 - 運動場を拡張。
- 1959年（昭和34年）2月 - 小学校校舎を新築。
- 1972年（昭和47年）- 体育館が完成。
- 1985年（昭和60年）3月31日 - 加部島中学校の閉校[5][6]により、小学校単独校となる。
- 2005年（平成17年）1月1日 - 「唐津市立加部島小学校」に改称。
- 2011年（平成23年）3月31日 - 呼子小学校への統合により、閉校。
  - 最終所在地 - 〒847-0305 佐賀県唐津市呼子町加部島3449

## 交通
最寄りのバス停
- 昭和バス 「長沙子」バス停

最寄りの幹線道路
- 国道382号

## 周辺
- 呼子中央幼稚園（1970年（昭和45年）1月6日 学校法人海光学園により設置）
- 呼子港
- 三神社
- 呼子天満宮
- マリンパル呼子
- 佐賀銀行呼子支店

## 参考資料
- 「呼子町史」（1978年（昭和53年）4月1日発行, 呼子町役場）
  - p.805 - p.833 第八篇 教育篇 第一章 初等学校の変遷
  - p.901 - p.958 第一０篇 年表篇 第一章 歴史年表